# Укале
Ука́ле (Хукале) — невеликий піщаний острів в Червоному морі в архіпелазі Дахлак, належить Еритреї, адміністративно відноситься до району Дахлак регіону Семіен-Кей-Бахрі.

## Географія
Розташований на північний захід від острова Габбі-Ху. Має овальну форму довжиною 1 км та шириною 530 м. Окрім півдня, острів облямований кораловими рифами.